# Incidente de Sister Hong en Nankín
El incidente de Sister Hong en Nankín (chino: 南京红姐事件; pinyin: Nánjīng hóng jiě shìjiàn) es un escándalo ampliamente difundido que surgió en julio de 2025, y que involucra a un hombre de 38 años originario de Nankín, China, quien presuntamente adoptó una apariencia femenina bajo el alias de “Sister Hong” (chino: 红姐; pinyin: Hóng Jiě; lit. ‘Hermana Roja’) y tuvo actos sexuales con 237 hombres.
Los encuentros fueron supuestamente grabados y los videos se difundieron posteriormente en línea. La investigación sigue en curso y ha provocado una amplia cobertura mediática, además de debate público en regiones de habla china y a nivel internacional, generando también numerosos memes en internet y contenido derivado.

## Incidente
Según informes de los medios, el individuo en el centro del escándalo, un hombre de 38 años de nombre Jiao Moumou [el apellido es Jiao, Moumou, el nombre] (chino: 焦某某; pinyin: Jiāo Mǒumǒu), adoptó la identidad en línea de «Sister Hong». Presentándose como una mujer, se alega que organizó y participó en encuentros sexuales con numerosos hombres. Estos encuentros fueron grabados de manera sistemática. Publicaciones en la red social Xiaohongshu indican que el método de Jiao consistía en presentarse como una mujer casada en aplicaciones de citas, lo cual atraía especialmente a hombres que se sentían excitados por la fantasía de mantener relaciones íntimas con la esposa de otra persona.
El caso ganó atención pública a gran escala cuando los videos explícitos comenzaron a compartirse y venderse en diversas plataformas en línea. La cantidad de videos y el número de hombres involucrados convirtieron rápidamente a “SISTER HONG” en un tema viral en las redes sociales chinas. Los rumores y la especulación inicial en línea —que deben tomarse con precaución— afirmaban que más de 1,600 hombres habían estado involucrados, pero luego las autoridades chinas informaron que el número de hombres involucrados es de 237.
Jiao operaba ofreciendo “servicios sexuales gratuitos” para atraer a los hombres, sin pedir pagos en efectivo. En lugar de dinero, les solicitaba llevar un pequeño obsequio como condición para el encuentro, por ejemplo barril de aceite de cacahuate, frutas, leche o algún electrodoméstico pequeño. Uno le trajo un pescado. Las víctimas incluyen estudiantes universitarios, jóvenes profesionistas, empleados de gimnasios y extranjeros. Para obtener ganancias con los videos, creó un grupo en línea donde compartía las grabaciones, cobrando una tarifa de 150 yuanes (aproximadamente 21 dólares estadounidenses) por acceso.
Además, se informó que algunos individuos regresaron en múltiples ocasiones para tener relaciones sexuales con Jiao. Los reportes de medios describen a ciertos visitantes como bien vestidos y físicamente atractivos, usando términos como “little fresh meat” (una frase coloquial para referirse a hombres jóvenes y guapos) y “hombres heterosexuales de alta calidad”. También se reportó que Jiao mantuvo relaciones sexuales sin protección con algunos de estos visitantes.

## Investigación y arresto
A principios de julio de 2025, la policía de Nankín inició una investigación sobre el caso. Esto llevó al arresto del hombre detrás de la persona conocida como “Sister Hong” el 6 de julio. Enfrenta cargos relacionados con la producción y distribución de material obsceno. Las autoridades han estado trabajando para eliminar los videos ilícitos de internet y han instado al público a cesar su difusión.

## Reacción
El hashtag “紅姐” dominó la popular red social china Weibo el 8 de julio, alcanzando el primer lugar en tendencias con más de 200 millones de vistas. En México, Brasil y otros países de América Latina, el caso fue tendencia por más de 94 horas en múltiples redes sociales.
Tras la difusión de los videos, algunos hombres fueron identificados por conocidos personales, mientras que sus perfiles en redes sociales fueron descubiertos de forma independiente por observadores en línea. Se reportó que una mujer reconoció a su prometido entre las fotos y solicitó cancelar el matrimonio.
En respuesta, el Centro de Control y Prevención de Enfermedades (CDC) de Nankín está ofreciendo exámenes de salud para quienes sospechen haber estado expuestos a enfermedades de transmisión sexual (ETS). Citando leyes de privacidad médica, la agencia no ha confirmado el estado de infección del propio Jiao.

### En la Cultura Popular
El incidente rápidamente se convirtió en una sensación global en internet. Inspiró una gran variedad de contenido derivado, incluidos memes, parodias generadas por inteligencia artificial e incluso tutoriales de moda sobre cómo replicar el estilo “Sister Hong.” El fenómeno en línea mostró usuarios utilizando inteligencia artificial para insertar la imagen de Sister Hong en anuncios falsos, empaques de juguetes y pósteres paródicos de series de televisión. La notoriedad del incidente también abrió oportunidades comerciales. Por ejemplo, vendedores de pelucas aprovecharon el incidente con anuncios satíricos o casi burlones. Algunas campañas promocionaban guías para “atraer hombres de alta calidad” usando “artículos esenciales” inspirados en la apariencia de Sister Hong — como pelucas de corte recto, mascarillas faciales de color sólido, blusas con flores y faldas largas negras.
Un filtro de realidad aumentada llamado “Sister Hong Filter Challenge” apareció en Instagram. Coloca al usuario en una recreación realista del infame dormitorio de Jiao, usando la cama y las paredes de los videos como fondo y etiquetando la escena con texto tailandés que dice “Habitación Misteriosa,” atrayendo a muchos usuarios.
Una obra teatral vietnamita presentó un personaje basado en Sister Hong. El actor solo dio un breve saludo antes de salir rápidamente del escenario, pero su sola aparición provocó aplausos entusiastas de todo el público.